# Conchapelopia setipalpis
Conchapelopia setipalpis är en tvåvingeart som beskrevs av Murray 1976. Conchapelopia setipalpis ingår i släktet Conchapelopia och familjen fjädermyggor.
Artens utbredningsområde är Nepal. Inga underarter finns listade i Catalogue of Life.